# All Boivin
Pour les articles homonymes, voir Boivin.
 (octobre 2024).
All Boivin est un criminel québécois né le 11 juillet 1989. Il figure sur la liste des 10 criminels les plus recherchés du Québec depuis février 2023. Il fait également partie de la liste des 25 fugitifs les plus recherchés du Canada. La Sûreté du Québec offre une récompense de 250 000 $ pour l’information qui mènera à son arrestation.
Il serait proche de Dave Turmel et de la Blood Family Mafia.
All Boivin est ouvertement en conflit avec les Red Devils, un club-école des Hells Angels en raison d’un différend lié à la vente de stupéfiants dans la région du Saguenay-Lac-Saint-Jean.

## Vie privée
All Boivin est le fils de Marco Boivin, un criminel assassiné en 2012. En 2011, son père est arrêté dans un réseau de trafic de stupéfiants lié aux Hells Angels.

## Carrière criminelle
En 2010, Boivin et des complices sont arrêtés pour avoir séquestré un homme dans une chambre d’un motel de Chicoutimi. En avril 2013, il est déclaré coupable de séquestration et écope de 7 mois de prison et une probation de 3 ans.
En octobre 2018, le nom d’All Boivin revient dans les manchettes puisqu’il est accusé d’agression sexuelle armée, voies de faits grave et voies de fait armée. La victime, une ancienne flamme[Quoi ?] est venue raconter à son procès avoir notamment été poussée au travers un cadrage de porte ainsi que dans les escaliers.
All est reconnu coupable de voies de faits causant des lésions, agression sexuelle armée et trafic de cocaïne. Il écope de 54 mois de pénitencier. La cour d’appel infirme cependant la décision en octobre 2019 et est libéré en décembre 2019.
En février 2023, All Boivin est soupçonné d’être à la tête d’un important réseau de distribution de cocaïne. Il est recherché dans le cadre de l’opération Radon de la Sûreté du Québec. À ce jour, il est le dernier accusé dans cette affaire à n’avoir jamais comparu devant la justice.
En avril 2024, des informations crédibles laissent croire qu'All Boivin serait un proche collaborateur de Dave Turmel. La Sûreté du Québec s’associe alors avec le programme BOLO et offre une récompense de 100 000 $ pour quiconque ayant des informations pouvant mener à l’arrestation de Boivin. La récompense passe ensuite à 250 000 $.
Malgré sa cavale, All Boivin est soupçonné d’être derrière plusieurs événements violents dont des kidnapping, des séquestrations et des agressions violentes.